# 誓の御柱

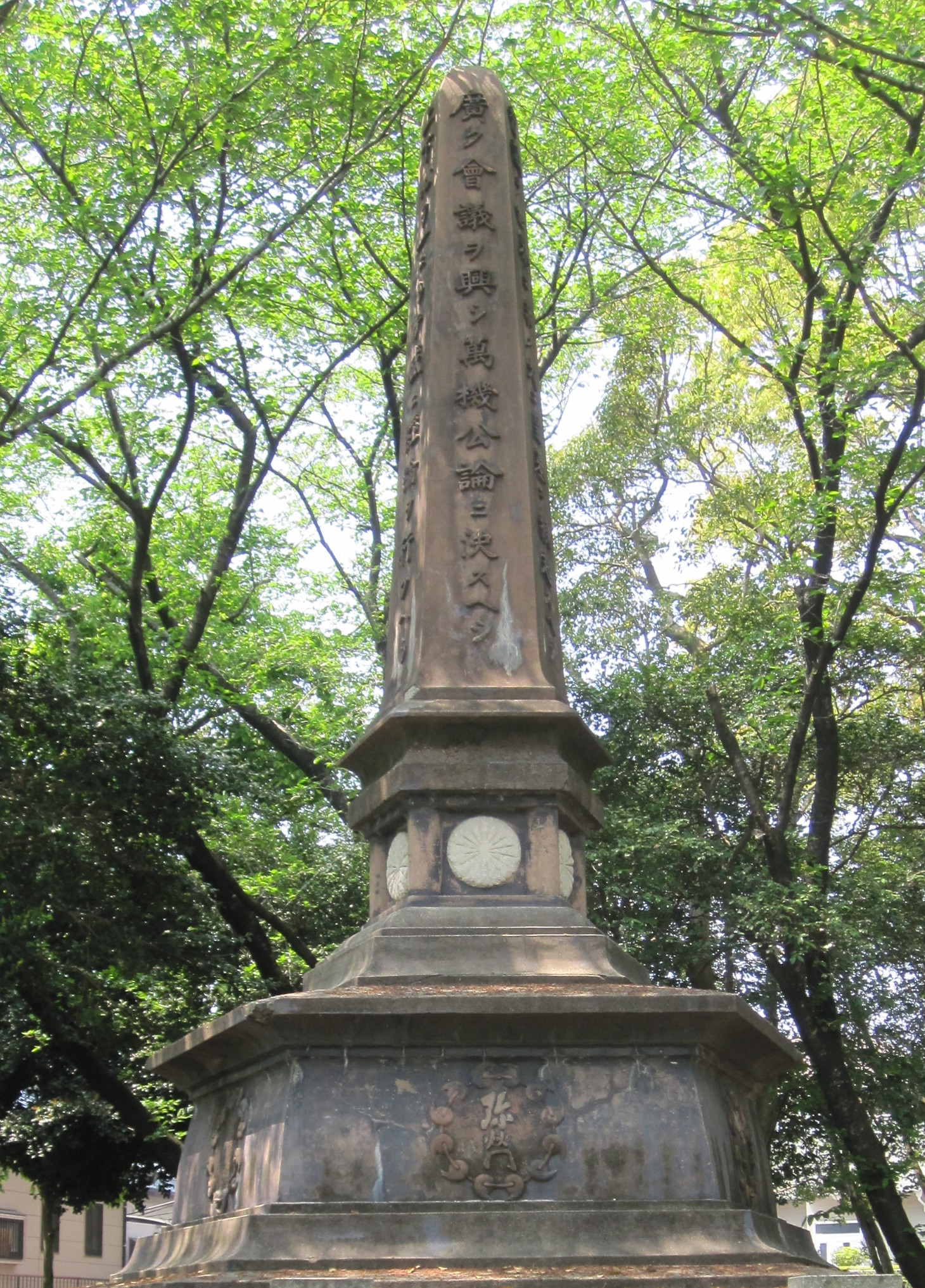
誓の御柱（愛知県半田市乙川白山公園内）

誓の御柱（ちかいのみはしら）は五箇条の御誓文を象徴する記念碑である。五角形の尖塔の各面に御誓文の各条文を刻む。1926年から1934年までの間に少なくとも7か所で建設された。そのうち現存を確認できるのは、琵琶湖の多景島、愛知県立半田高等学校、同県半田市乙川白山公園、秋田県男鹿市寒風山、三重県四日市市諏訪公園の5か所である。日本国内に数基しか存在しない希少なものである。
東京帝国大学教授筧克彥の教え子で内務官僚であった水上七郎が1921年に発案した。1926年に琵琶湖の多景島で最初の一基を建設した。同年に水上七郎が病死した後は、友人の二荒芳徳や渡邊八郎、恩師の筧克彥らが建設運動を受け継いだ。明治天皇が維新の始めに天地神明に誓った五箇条を、国民が繰り返し唱えるべき標語に読み替え、それを象徴する国民的記念碑を建てようとする運動であった。

## 誓の御柱7基
誓の御柱は少なくとも次の7基が建立された。
| 除幕           | 建立地                     | 現状 | 現在地                             |
| -------------- | -------------------------- | ---- | ---------------------------------- |
| 1926年4月1日   | 滋賀県多景島               | 現存 | 彦根市八坂町多景島                 |
| 1928年         | 愛知県半田町外成岩運動山   | 撤去 | （半田市）                         |
| 1929年         | 愛知県知多高等女学校       | 移設 | 半田市出口町1-30県立半田高等学校   |
| 1930年11月     | 愛知県知多半島亀崎町       | 現存 | 半田市乙川源内林町1-43乙川白山公園 |
| 1930年10月24日 | 秋田県男鹿半島寒風山山頂   | 移設 | 男鹿市脇本富永字寒風山62-1山頂下   |
| 1932年11月1日  | 山形県自治講習所大高根道場 | 撤去 | （村山市）                         |
| 1934年4月8日   | 三重県四日市諏訪公園       | 移設 | 四日市市諏訪栄町5諏訪公園          |

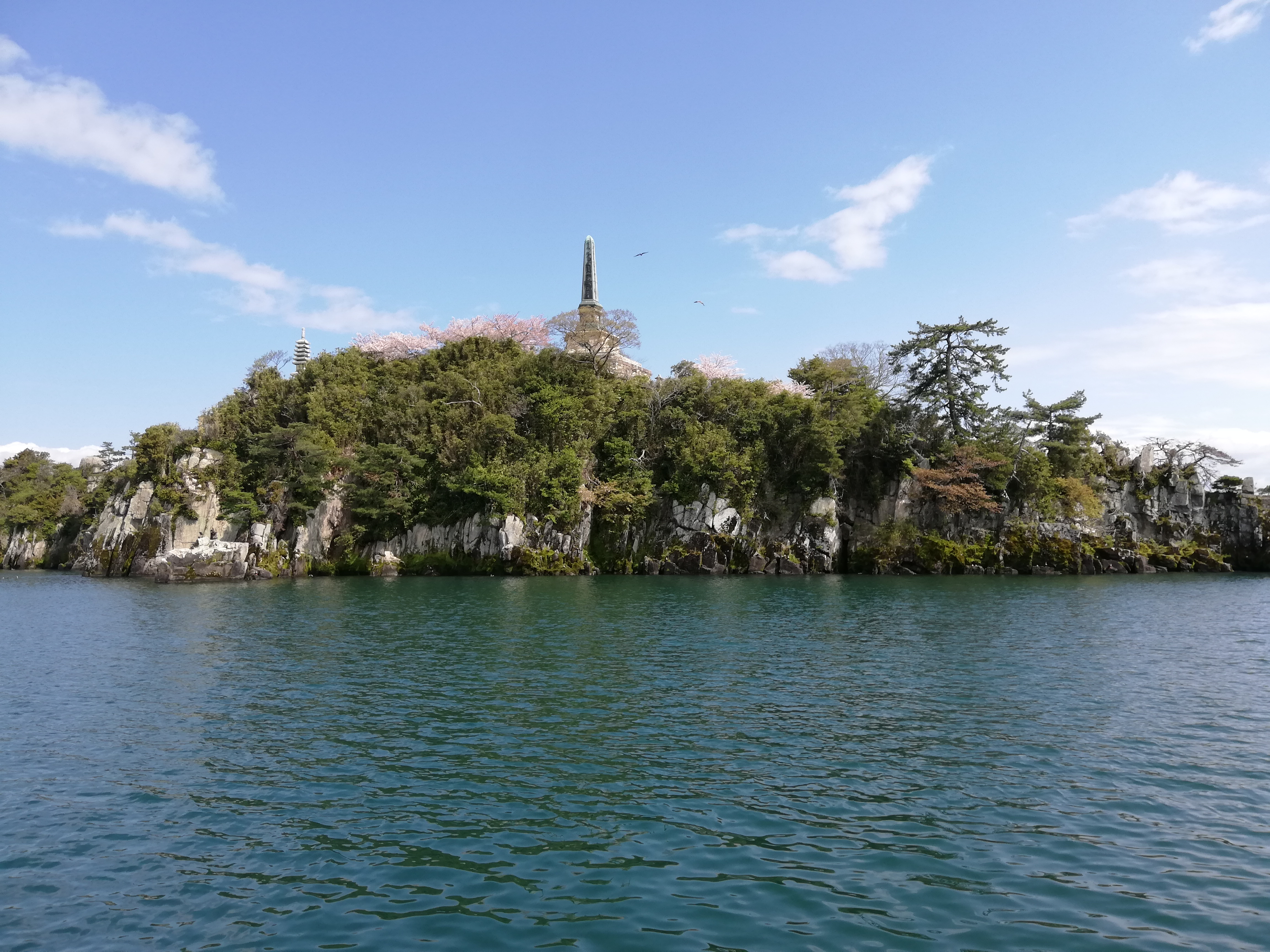
琵琶湖多景島。中央の塔が誓の御柱。

最初に建立された多景島の御柱は高さ23メートル、青銅製の五角形の尖塔と、コンクリート製の五角形星型の台座とで構成される。尖塔の各面には五箇条の御誓文の各条文と、皇室の菊花紋章を刻む。御誓文の文言は閑院宮載仁親王の揮毫による。台座部分の各面には「天晴れ」「あな面白」「あな手伸」「あな明けおけ」「彌榮」の文字を刻む。多景島の御柱に限り貞明皇后が納めた鏡が内蔵されていると伝えられる。多景島の御柱の近くには鳥居が立つ。御柱建立と同時に寄進された小祠「天之益人神社」が再建後現存している。
2基目以降は琵琶湖多景島のものと同型の縮小版で、台座を含めて全高数メートルである。このうち秋田県寒風山の1基は男鹿市の有形文化財に指定されていてスペックが分かる。石製・一部コンクリート製、高さ7.765ｍ、土台1辺6.3ｍ。石材は寒風山で採れた輝石安山岩、通称を寒風石（かんぷうせき）とも男鹿石（おがいし）ともいう岩石を使用している。重さ3,975kgで、良質な男鹿石を使用した石材資材としても価値がある。男鹿市の指定は「有形文化財（歴史資料）」、または「有形文化財（美術工芸品）」である。
名称の表記については、建設運動当時は一つのパンフレットの中で「誓之御柱」とも「誓の御柱」とも表記していた。カタカナを使用する宮内省公式記録『貞明皇后実録』は「誓ノ御柱」と表記している。現在は一般に「誓の御柱」と表記されるが、「誓之御柱」とも「誓いの御柱」とも表記されることがある。

## 歴史
1920年代は、大正天皇の病気が深刻化し、また国内にデモクラシーや社会主義の思想が広まり、従来の統治方法が通用しなくなる危機の時代であった。危機を乗り越えるため、筧克彦とその門下は五箇条の御誓文を標語として掲げ直し、その標語を用いた象徴的記念碑を国民の手で作り上げることを試みた。その実践が誓の御柱の建立であった。

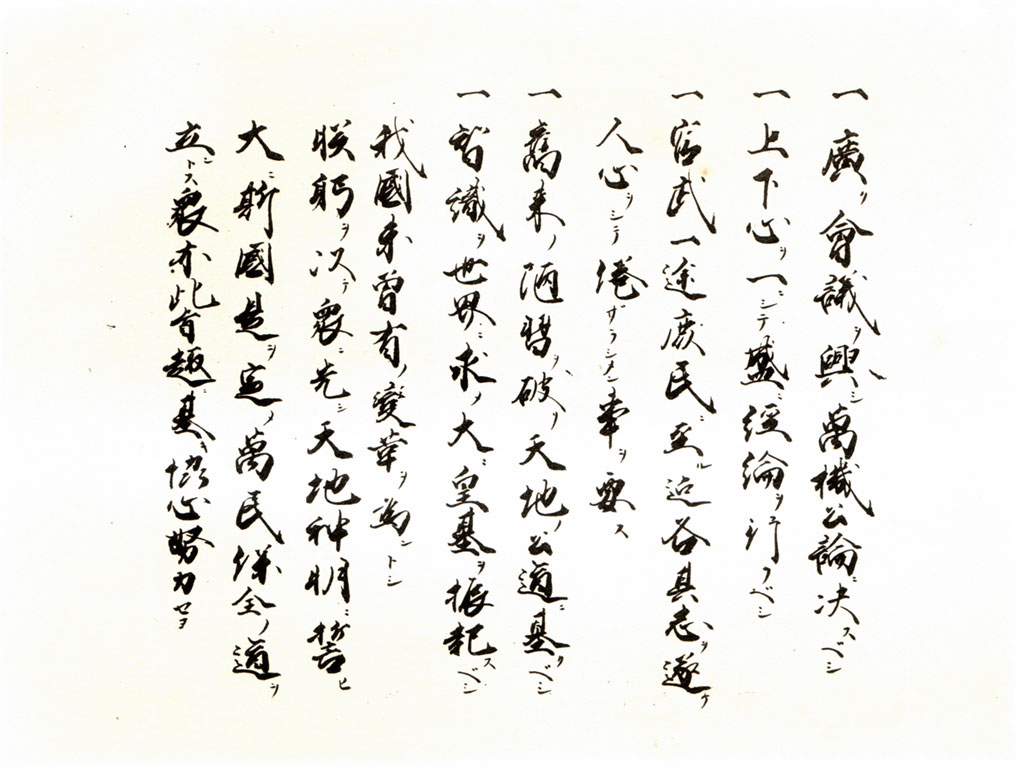
五箇条の御誓文の原本。有栖川宮幟仁親王が清書したもの。

筧門下の水上七郎が誓の御柱を発案した意図は、恩師の思想を具現化するためであった。建設運動は、国民一人一人に国家の自覚を促すことを意図していた。国民精神の具現化であるとともに筧克彦の思想の可視化を意図していた。水上の病死後は筧一門の大日本弥栄会が建設運動を継承した。新時代に適応するように、新宗教としての古神道を国体論と結びつけ、その結合を具現化しようとする運動であった。筧流の古神道の観点から五箇条の御誓文を解釈したものであった。御誓文がデモクラシーのシンボルとして利用されていた状況への対抗策でもあった。
当時盛んに用いられた教育勅語でなく五箇条の御誓文を採った理由は2つあったと考えられる。
ひとつの理由は御誓文をもって国民の政治参加を認める宣言とみなす風潮である。吉野作造が御誓文を根拠に民本主義を主張していた。筧や水上らはデモクラシーの潮流を認めたうえで、御誓文の精神に則って「社会奉公普遍的実修」を広めようとした。デモクラシーの行き過ぎに対抗しようとしたのである。「国民的精神のうるわしき発露」を標榜していた。
もうひとつの理由は建設運動における普遍性と宗教性を重視していたからだと考えられる。筧克彦は神ながらの道を普遍的宗教として唱えていた。明治天皇が万世一系の日本の普遍的意思を体現し、臣民に率先して天地神明に誓い、臣民もそれに倣ったと考えていた。誓の御柱を単なる記念碑でなく御柱（みはしら）としたのも、神話で天地を結ぶ天之御柱（あめのみはしら）に見立てたからであった。台座に彫られた「天晴れ」「あな面白」「あな手伸」「あな明けおけ」「彌榮」の文字は筧流の古神道が重視する文言であった。特に多景島の御柱には貞明皇后が納めた神鏡が内蔵されていると伝えられる。多景島に寄進された天之益人神社（あまのますひとじんじゃ）は、「現に生活せると否とを問わず、一切の日本人の、御誓文の精神を仰ぎ、皇室皇国の御守りたる心霊を祀る」神社とされた。
また、地域の教育者の中には宗教的情熱に基づいて社会教育に取り組む人々がいて、誓の御柱は彼らを巻き込む形で建設されていった。そのことは特に秋田県男鹿の小学校校長伊東晃璋の事例で顕著であった（#秋田県男鹿半島寒風山参照）。

### 水上七郎の建設運動
発案者の水上七郎（みなかみしちろう、1881年-1926年）は熊本県出身で、東京帝国大学法科大学法律学科に進み、筧克彦教授と出会い、その思想に心酔するようになった。筧教授は法学と神道とを組み合わせた「古神道」「神ながらの道」を提唱していた。
水上は、大学を卒業した1910年に高等文官試験に合格し、警察官僚として各地でキャリアを積み、1920年9月に滋賀県警察部長に就任した。人の好き嫌いが激しく、神ながらの道に没頭しているので、官界での評判は芳しくなかった。まるで哲学者か宗教家かのようだといわれた。水上の属する内務省は神社非宗教論の立場であったが、恩師の筧克彦は内面に根差した精神性を考えて神社を宗教とみなしていた。水上もまた神社参拝に霊験を求めていた。宗教色の薄い教育勅語でもなく、神社非宗教論に煩わされる神社でもなく、漠然と天地神明に誓う形式をとる御誓文を選んだのは、普遍的精神世界に通じる宗教的記念碑として受け入れやすいかたちで誓の御柱を建てていけば、全国に普及して国民に皇国精神を根付かせることができると考えたからであった。

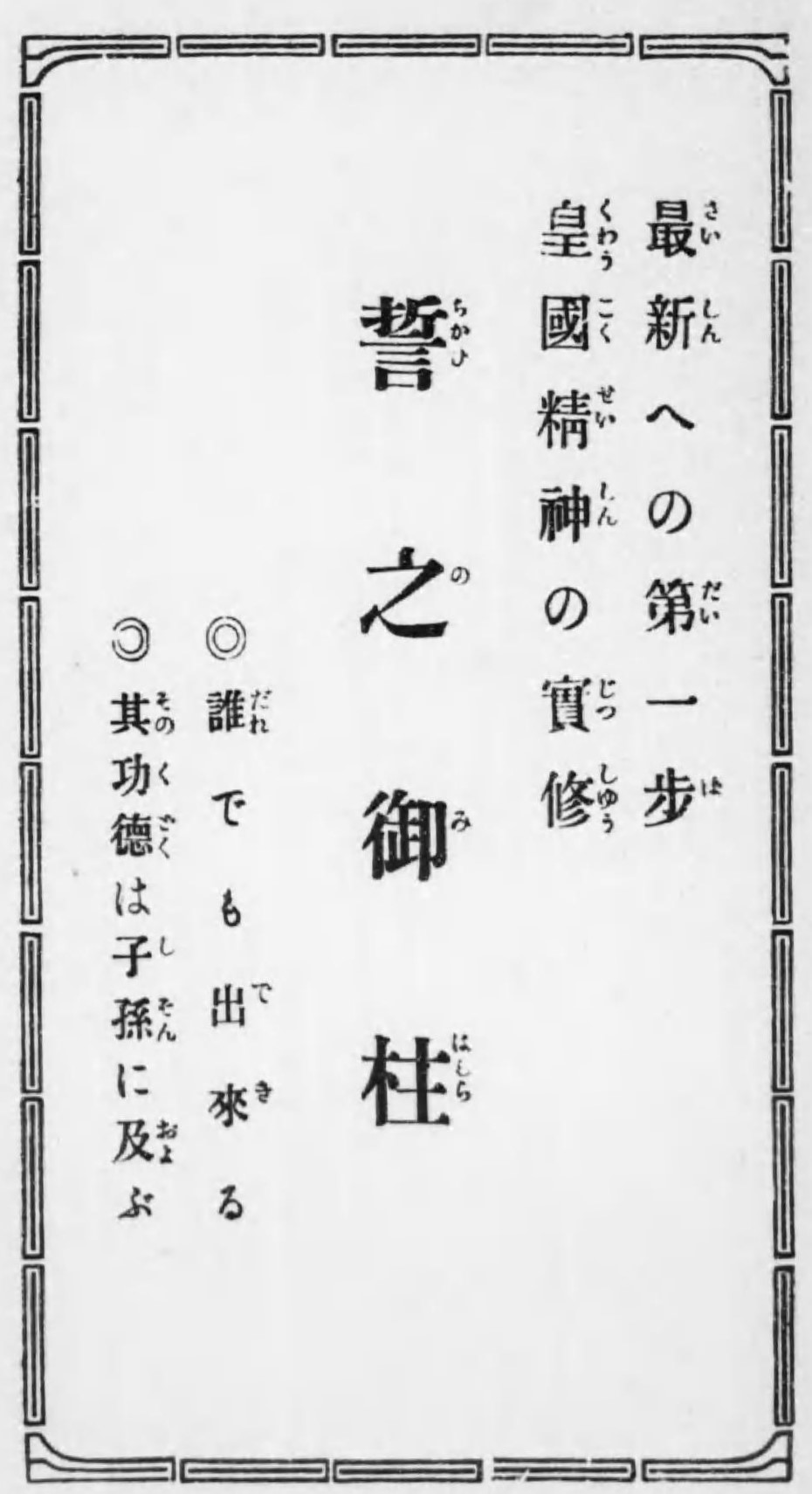
誓之御柱パンフレット、1924年版、表紙。

滋賀県警察部長に就任して3か月、1921年1月10日に誓の御柱の建設の提唱を始めた。水上は次のように考えた。当時の社会情勢は生活難や過激思想や国際問題など様々な矛盾が噴出しているので、これらを善美化するには、建国の精神をかえりみて宣揚しなければならず、そのためには明治天皇が天地神明に誓った五箇条の御誓文の精神に立ち返り、各人に使命を自覚をさせる象徴が必要である。国家は標語や象徴を用いて国民性を深めている。国民を感化するには深遠な理論よりも簡単な標語なのだ。根本の皇国思想にも新しい衣を着せる必要がある。こう考えた水上にとって誓の御柱はその象徴であった。水上は建設予定地に琵琶湖の多景島を選んだ。多景島に建てる理由をいくつか示しているが、ほとんど後付けの理由で、実際にはおそらく当時の多景島が官有地であったことや、島で唯一人が住んでいた見塔寺に常住僧侶がいなかったことなどから、この島の信仰基盤の弱さを見越してここを選んだと考えられる。
建設にあたっては出資金を1人あたり1円以下に抑えることを標榜した。一握りの金持ちではなく、下層民を含む幅広い人々に参加してもらいたいという趣旨であった。パンフレット『誓之御柱』を刊行し宣伝につとめた。普及団体やさか会において誓の御柱の模型を製作した。高さ30cmほどのサイズの模型で「床置きとして至極適当」な「祝儀の贈物」として製作し、模型の底に大正文化維新を讃える文言を記載した。模型1基12円で頒布した。同時に魂拭（みたまぬぐい）、別名を弥栄木綿という手拭いを頒布した。賛同者の出資金の払い込み先は一笑会の名義で、一笑会の所在地は東京市の筧克彦方であったが、振替貯金口座は大阪に置かれていた。大阪には建設業者大林組の営業所（本店）が在った。大林組は御柱建設の収纏金と関係があり、後に建設工事を請け負うことになる。
建設運動は批判に晒された。大阪朝日新聞は、募金の範囲が巡査や小学児童や芸娼妓など零細に及び、募金の方法も警察権を濫用して強制していると指摘した。滋賀県庁内でも理解を得られなかった。水上は事前の根回しなどしなかったので、県知事以下県庁幹部は建設計画を新聞で読んで初めて知った。県庁内では「水上君の気ちがひの御柱」と噂されていると新聞に書かれた。さらに滋賀県会（県議会）でも問題になった。巡査が村に商人を連れてきて模型や書画を押し売りするという問題が頻発していると指摘された。県警察部長の水上は県会答弁に県警幹部を出席させないなど不誠実な対応をとった。水上は1923年に三重県内務部長に転じるが、三重県でも引き続き建設運動に没頭した。水上の建設運動は勤務時間中に「皇国精神作興宣伝に狂奔」するものとして問題視された。水上は監督官から何度も訓戒を受け、御柱建設に関する一切の文筆活動を差し止められた。
御柱建設に関する執筆を差し止められた水上七郎は、1924年3月15日に非売品冊子『国之礎』を自ら発行し、これに誓之御柱のパンフレットを掲載した。この『国之礎』は目次を見ると単なる詔勅集のように見える体裁で、誓之御柱については目次に挙げずに、冊子の後ろの方にパンフレットを忍ばせた。パンフレットでは御柱建設の趣意について次のように説明している（大意）。

御柱建設の目的は、壮麗な皇国精神を最も簡単に我らの眼の前に映し出し、あらゆる矛盾の中に堅実な基礎を確立し、これらの矛盾を転じて真善美となすことである。
生活難・過激思想・国際問題など、国内も国外も矛盾に満ちている。神は日本に任務を授けた。全世界を背負って立ち、万国の模範となって進むという大任を果たすためには、おのれの魂を自覚することが急務である。矛盾を転じて善美となすか醜悪となすかは我らが神ながらの魂をもって臨むか否かで定まる。こうして皇国の弥栄（いやさか）と建国の精神とは離れることができない。
この建国の精神は国の始まったときからいよいよ発揚されてきているが、近くは明治天皇の践祚の初めに臣民を率いて天地神明に誓った五箇条に簡単明瞭に表れている。この五箇条の御誓文によって、明治の代は栄え、国家の運勢はますます興隆し、皇室の基盤はいよいよ固く、人民はみな独立独歩を準備できたのである。
この皇国精神は運用や実現の形式に違いはあるが、現代に至っても、いよいよ修養しなければならない。それゆえ天地をも精神をも支えるべき御柱を建設し、国民進歩の根本精神を表わし、これに向かってますます実修の気運を起すようにしたいと思う。多景島だけを見れば小さいが、琵琶湖を背景とする所である。琵琶湖は富士山と並んで民族理想の権化であり、歴史上も場所柄も皇国を背景とする所であるから、こここそ究極の地であろう。
この事業は人々もれなく互いに手を引きあって行うことに意味があると思う。我々の総てが発起人となって、金銭なり物品なり労力なりを出しあって工事を終えたいものである。こうして出来る物は御柱であるから外観は素朴であろうが、一切の人々の弥栄え（いやさかえ）の清明心（あかきこころ）の結晶に外ならない。あらゆる人々の皇国精神が各人を超越して外面にあらわれ、お互い両立しつつあるものとなる。
この皇国精神こそ、高天原において八百万の神々が唱えたと伝えられる「天っ晴れ あな面白 あな手伸 あな明け おけ」という言葉により簡単に表すことができるものである。

以上のような趣意説明に続いて、御柱に刻むべき五箇条の御誓文の全文を掲げ、次いで弥栄という文字を彫る理由について以下のように説明している（大意）。

弥栄とは創造・化育・生成という意味であって、すべてのものが弥々栄えたうえにも弥栄え、枯れも腐りもせず、理想通りその目的を実現していくことを言うのである。三種の神器の八尺瓊の勾玉は、弥栄の勾玉であって、天津日嗣が万世一系に天壌無窮に弥々栄えることを表わすのである。それだから弥栄の文字を記して皇位の弥栄を祈るとともに我々国民相互の弥栄を祈る心を表わすのである。

さらに「天つ晴れ」以下の言葉を彫る理由については次のように説明している（大意）。

「天っ晴れ あな面白 あな手伸 あな明け おけ」の言葉は天の岩戸から天照大神が現われ出た時に、八百万の神々が喜びのあまり異口同音に唱えた言葉である（古語拾遺）。我らの先祖の八百万の神々が喜んだ気持ちを忘れないことが世の中が進歩するほどいよいよ必要なことであり大切なことであるから、この言葉を記すのである。

以上の小冊子のほか、水上は誓の御柱のペーパークラフトを自己名義で著作し、1924年5月10日付けでやさか会より発行し、定価20銭で販売した。一応、禁じられた文筆活動ではない。
その後、水上は佐賀県内務部長に転じ、多景島からさらに遠くなった。「佐賀へ行つても相変わらず惟神（かむながら）鼓吹をやつて居るかネ」「役所の仕事をお留守にはしないかネ」「地方行政官として適任と思ふかネ」と噂された。

### 貞明皇后ら皇族の支援

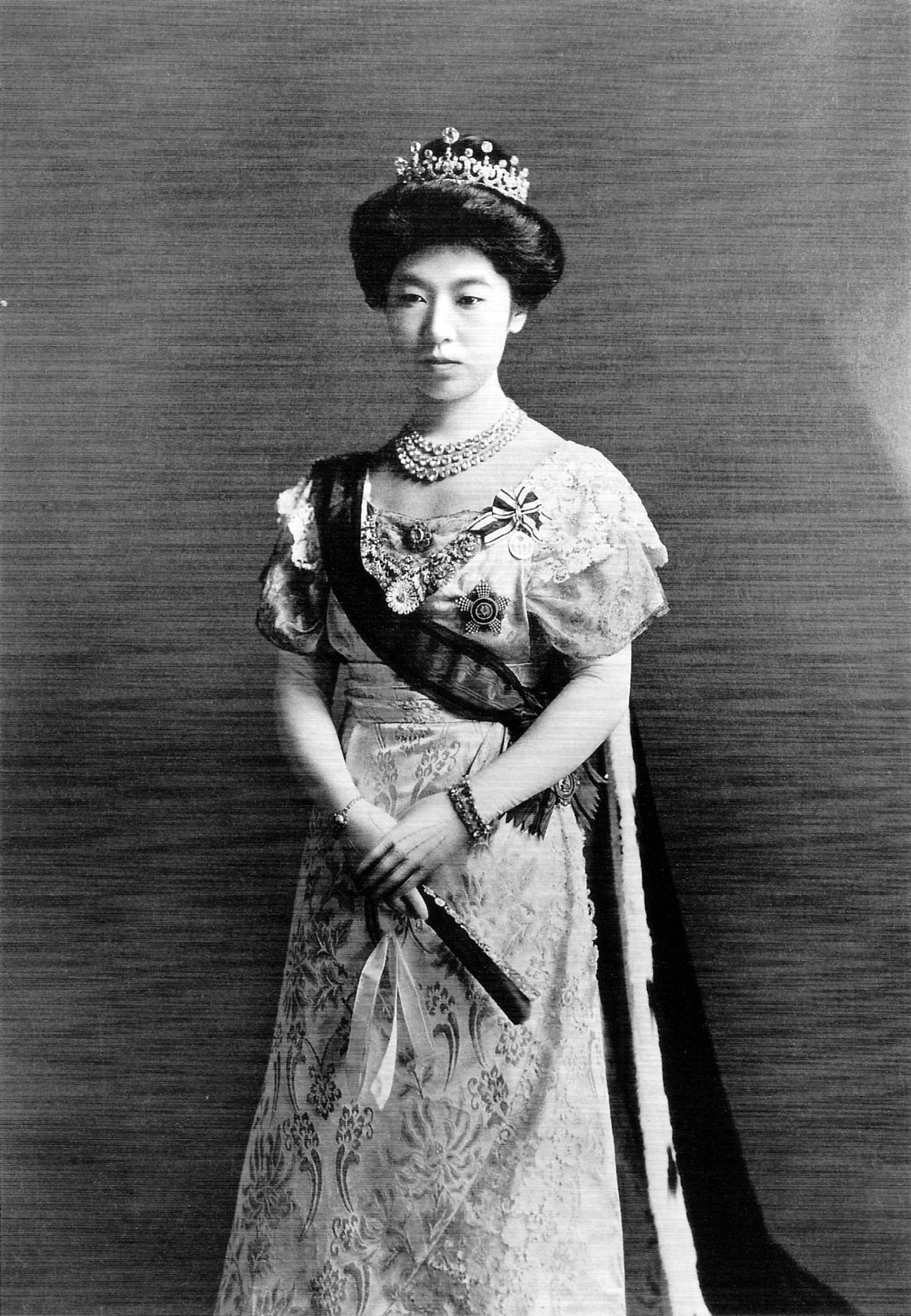
貞明皇后。建設運動をサポートした。

「水上君の気ちがひの御柱」と噂され、公務中の「狂奔」として問題視されて雲行きの怪しくなった建設運動は、1924年5月から皇室からの支援を受けて一気に進み始める。特に貞明皇后の協力が大きい。筧克彦の「神ながらの道」に傾倒していた皇后は御柱の建設に金200円を援助した。『貞明皇后実録』にいう。
二十七日 午後二時より東京帝国大学教授筧克彦の古神道に関する御進講を聴きたまう。なおこの御進講は本日をもって終了せるにより、明治天皇より御拝領の陶花瓶一個ならびに〔中略〕および金員を克彦に賜いてその労をねぎらわせらる。また克彦その他の有志が皇国精神を作興し、五箇条の御誓文の理想を具現化せんがため、「誓の御柱」と呼ぶ記念碑を建設せんとするを聞かせられ、その資金として金二百円を併せて賜う。
皇后はさらに同年末の関西行啓の際に彦根から多景島を眺望した。後に誓の御柱に奉納された鏡も下賜している。ほか秩父宮雍仁親王以下の皇族たちも金一封を出した。閑院宮載仁親王は誓の御柱に刻む五箇条の御誓文の文言を揮毫した。こうして皇族が御柱建設を後押しするようになってから、建設に対する不満は表向き沈静化した。多景島での工事は1924年11月に起工した。1924年3月時点で出資金4万円・賛同者15万人だったのが、1926年の完成時には約10万円・70万人に急増していた。工事請負業者で収纏金に関わってきた大林組も2万円余りを奉仕し、総工費は12万円になった。
御柱は難工事の末1926年3月9日に完成し、4月1日に対岸の彦根で除幕式を挙行した。除幕式には発案者の水上七郎のほか、恩師の筧克彦、同門の友人で支援者の二荒芳徳らが招かれた。彦根の街は花火大会や競馬大会、奉祝飛行、ニュース映画上映、遊郭の芸妓の出店などで祝った。発案者の水上は、完成を見届けてほどない同年8月7日に死去した。持病の糖尿病の合併症を患っての死であった。

### 大日本弥栄会

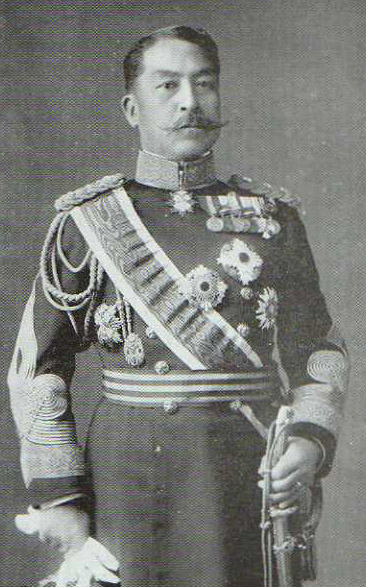
閑院宮載仁親王。多景島の御柱の文言を揮毫し、後に現地に行啓した。

水上の死後、彼が主導してきた御柱建設運動は筧一門に引き継がれた。その中で有力であったのが、弥栄会、後の大日本弥栄会である。弥栄会は1927年4月29日天長節（現昭和の日）に結成された。1929年に大日本弥栄会へ改称するまでに、東京の本部のほか、近畿東海に5支部を置くほどに成長していた。会長に二荒芳徳、理事長に瀧本豊之輔、理事に渡邊八郎が就任した。二荒会長は皇族落胤二荒伯爵家の当主で、貴族院議員、少年団理事長であった。瀧本理事長は元逓信省官僚で、後に京都愛宕神社の宮司に転じた。渡邊理事は秩父宮御用掛で学習院教授であった。みな筧克彦の門下であった。筧克彦自身も後に顧問に就任している。会の活動としては、誓の御柱の建設のほか、機関誌『いやさか』の刊行、講演の開催、古神道式体操「皇国運動（やまとばたらき）」の普及、万歳に代わる「弥栄（いやさか）」の普及、家庭用簡易神棚「彦社」の頒布、身も心も清める手拭い「御魂拭（みたまぬぐひ）」の頒布などがある。

1930年4月7日には閑院宮戴仁親王が多景島に行啓した。この行啓には滋賀県知事・京都府知事以下両府県幹部が随行した。筧克彦と大日本弥栄会の二荒芳德・瀧本豊之輔・渡邊八郎の3名も同行した。しかし大日本弥栄会と多景島との関係は公式記録上ここで途絶えてしまう。むしろ多景島の御柱は大日本弥栄会の影響が薄くなってから国家イデオロギー装置としての役割を発揮する。1937年には国民精神総動員の一環として遊覧船の寄港が計画された。また彦根に新設された磯田尋常小学校（現彦根市立城陽小学校）の校歌に謳われるようになった。同校に在籍する児童は船に乗って誓の御柱に参拝したときの気持ちを作文に残している。
誓の御柱に明記されている五箇條の御誓文までがはっきりと見えて来た。僕はこの時ふと学校の校歌を思い出して口ずさんでみた。「緑いやます多景島 朝日に映ゆる御柱の 誓の御文これぞこの 我が学び舎の教え草――」そうだ。今僕の目の前に明らかに見えている五箇條の御誓文これこそ我が学び舎の教え草なのだ。――そしてこれが明治大帝の国民への最初の御言葉なのだ。そう考えた時僕は自然に御柱に対して頭が下っていた。

### 愛知県知多半島3基

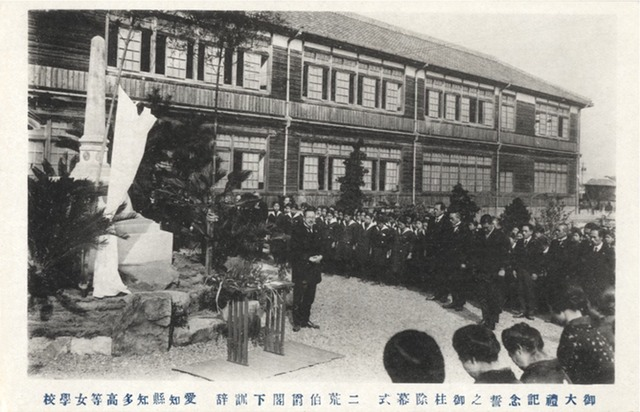
誓之御柱の除幕式（1929年愛知県知多高等女学校）

多景島より後に建てられた御柱は、大々的に資金を集めるのでなく、地元の青年団などからの寄付で建てられたものが多かった。愛知県に建てられた3基は現在の半田市に相当する地域に集中していた。当地域は、1890年の陸海軍聯合大演習の際に明治天皇がここで統監したという由緒があり、地域のアイデンティティーとして明治の精神に立ち帰ろうという機運が生じていた。大日本弥栄会は当地域に支部（知多弥栄会）を組織した。1928年に半田町外成岩運動山で、1929年に知多高等女学校で、1930年亀崎町で、各1基の誓の御柱を建立した。これらは地元の成岩男女青年団や高等女学校の要請により大日本弥栄会が建設したものであった。このうち知多高等女学校の御柱は昭和天皇の即位の礼を記念して建立された。除幕式では大日本弥栄会会長の二荒芳徳伯爵が訓辞を垂れた。このほか亀崎町は明治天皇が大演習を観戦した乙川野立所のあるところで、明治天皇統監40周年を記念して1930年11月に誓の御柱を建てた。
戦後、当地の御柱3基のうち成岩運動山のもののみ老朽化のため撤去された。知多高等女学校は1938年に半田高等女学校へ改称し、1948年に半田高等学校と統合した。御柱は半田高等学校の柊陵会館庭園の最南東に移設・現存している。また、乙川野立所の周辺は1969年に乙川白山公園として整備された。2015年11月、乙川白山公園聖跡保存会という団体が誓の御柱の前に説明板を建てた。この説明板によると「明治天皇御統監四十周年記念碑」が正式名称で、「誓いの御柱」は通称なのだという。「明治天皇御統監四十周年記念」の石碑は誓の御柱の脇にある。

#### ほか愛知県で御誓文を刻む記念物

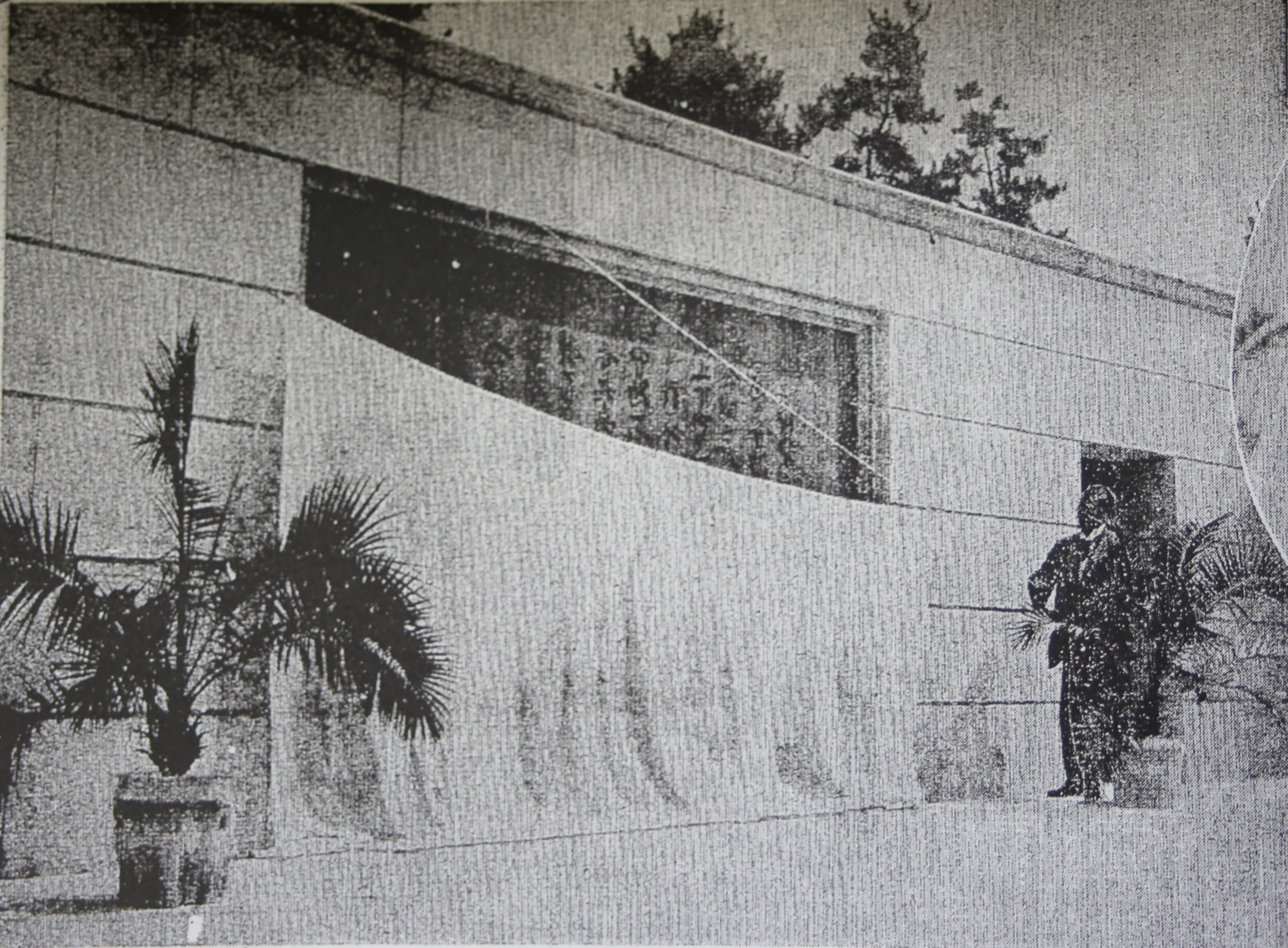
普選壇除幕式、『名古屋新聞』1928年6月24日付朝刊1面

愛知県では、知多半島の御柱3基のほかに、これと同時期に御誓文を刻んで建立された記念物が幾つも見られる。
愛知県内では御誓文を刻んだ2基の石碑を確認できる。1基はあま市十二所社のもので、銘文に大正十四年四月森山青年会建立とある。もう1基は愛西市大野山町のもので、銘文に大正十二年大野山青年会建立とある。これらの石碑の建立の契機について詳しいことは分かっていないが、後者は大正12年（1923年）建立に間違いなければ、琵琶湖多景島の御柱より早くできた最初の「誓の御柱」であると言えるかもしれない。ただし誓の御柱にある「弥栄」「天晴れ」以下の文言は、これらの石碑で確認できていない。
名古屋市昭和区の鶴舞公園普選壇には御誓文が刻まれている。1925年に普通選挙法が成立し、日本初の普通選挙が実施された1928年にこれを記念して建設された。名古屋新聞社（現中日新聞社）より寄贈された野外劇場である。御誓文はステージ後壁に掲げられている。誓の御柱と違って一枚の青銅板に五箇条を並記している。なお創建時の青銅板は戦争で失われており、現在の青銅板は1968年に復元されたものである。

### 秋田県男鹿半島寒風山

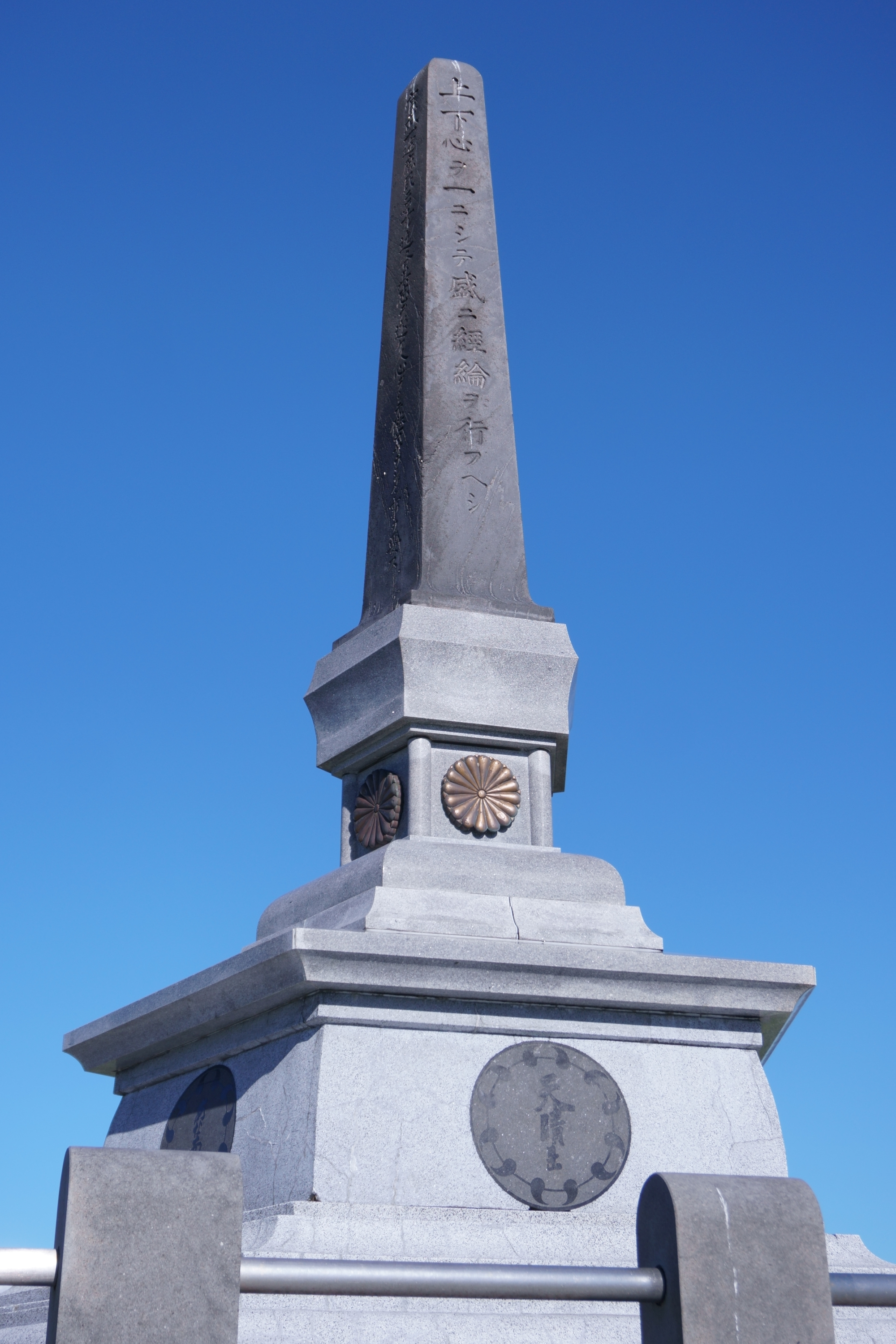
寒風山にある誓の御柱。山頂よりわずかに下がった駐車場付近にある。

秋田県寒風山の誓の御柱は、男鹿琴湖会が1930年夏季大学10周年を記念して、五箇条の御誓文という明治新政の基本を男鹿文化の道標にしようと寒風山の山頂に建立した。当時の日本は深刻な不況に陥り社会不安が広がっていたので「明治の頃の初心を思い出そう」との呼び掛けを込めた。
御柱を建設した男鹿琴湖会（おがきんこかい）は、男鹿の住民が地元の学生を中心に結成していた親睦団体であった。1921年以降毎年8月に夏季大学というイベントを開催し、東京帝国大学や東北帝国大学、東京高等師範学校などから教授や名士を数名招聘し、青年を対象に数日間講演会を開催していた。男鹿地域の青年教育の一大イベントであった。副会長の伊東晃璋が推進していた。
伊東晃璋（いとうこうしょう、1889年-1944年）は寺の住職の家に生まれ、地元の小学校で校長を歴任していた。男鹿琴湖会の副会長になり、同会を実質的に取り仕切り、同会の夏季大学をも推進していた。第9回夏季大学の講師選定の過程で二荒芳德と出会った。夏季大学に二荒芳德を招聘したいと考え、1929年6月頃に二荒邸を訪問したのである。二荒は都合がつかなかったが、代わりに同門の渡邊八郎を紹介してくれた。彼が来るのを二荒邸で待つ間、二荒と語り合って意気投合した。同年8月、第9回夏季大学で講師の渡邊八郎らを交えて来年の10周年記念事業について会談したところ、誓の御柱を建設する案が出た。男鹿琴湖会の幹部で数回相談した結果、御柱を建設することに決まった。1930年1月に建設を正式に公表した。当初は二荒芳德が第10回夏季大学の講師として男鹿に来たときに除幕式を行う予定であったが、性急すぎたので第10回夏季大学では地鎮祭のみを行った。伊東はエネルギッシュであるがクセも強く、悪い噂を立てられた。「伊東は授業を休んで建設運動して回っている」とか「御柱の菊の御紋は偽物だ」とか「御柱の御文字は閑院宮様の書かれたものでなく、本物は伊東が持っている」といった噂である。伊東は気にせず建設に邁進した。
建設に際して男鹿琴湖会の役員が近隣の町村を回って寄付を募った。小中学校や各種学校、婦人会などの団体、企業のほか、遠く中国や樺太からも寄付金があった。男鹿の男女青年団や小学校、主婦会の人々の勤労奉仕のほか、趣旨に賛同した秋田県内外の多くの人々の労働奉仕もあった。石材には寒風山で採れた輝石安山岩を用いた。採掘地で粗削りした後、小学生・青年団員・消防組員・主婦会などが協力し、山頂まで距離約1.7km・高低差190ｍ、重さ1,060貫（3,975kg）の石材を人力で引き上げた。モデルは琵琶湖多景島に立つ青銅製の御柱で、寒風山の御柱もその名を採り、その造りを学んだ。船川港町在住の石工職人が制作した。起工から約3か月で完成し、1930年10月24日に除幕式を挙行した。
戦後1964年8月1日、秋田県観光開発に伴い移設された。寒風山の頂上に回転展望台を建設することになったので御柱を頂上より一段低い現在地に移したのである。1984年9月23日、修復を完了した。2010年4月1日、男鹿琴湖会から男鹿市教育委員会へ寄付された。2014年3月20日、男鹿市の有形文化財に指定された。

### 山形県大高根青年修養道場
大高根青年修養道場は1932年の事業規模拡大に伴う施設改修の際に誓の御柱を建設した。この道場は山形県自治講習所のために1920年に開設された実習農場であった。山形県自治講習所は中堅農民育成のための県営施設で、当時は筧克彦の教え子の加藤完治が所長を務めていた。建設工事では、県内各地の青年団が団名と標語を刻んだ石を運んで礎石とし、講習所の生徒や青年団員などが勤労奉仕を行った。県知事や県学務部長も記念に礎石を運んだ。11月1日に大高根道場改修の落成式と同時に誓の御柱の除幕式を行った。筧克彦も除幕式に参加した。
その後の道場は、1932年に第一次武装移民の国内訓練所の一つになり、1938年募集開始の満蒙開拓青少年義勇軍の予備訓練場にもなったが、戦後解体された。御柱は当地一帯が自衛隊の演習場になったときに取り壊された。高さ約7mであったという。1970年、道場跡地に「大高根青年修養道場記念碑」が建てられた。自衛隊演習場内であるため普段は近づけない。

### 三重県四日市諏訪公園

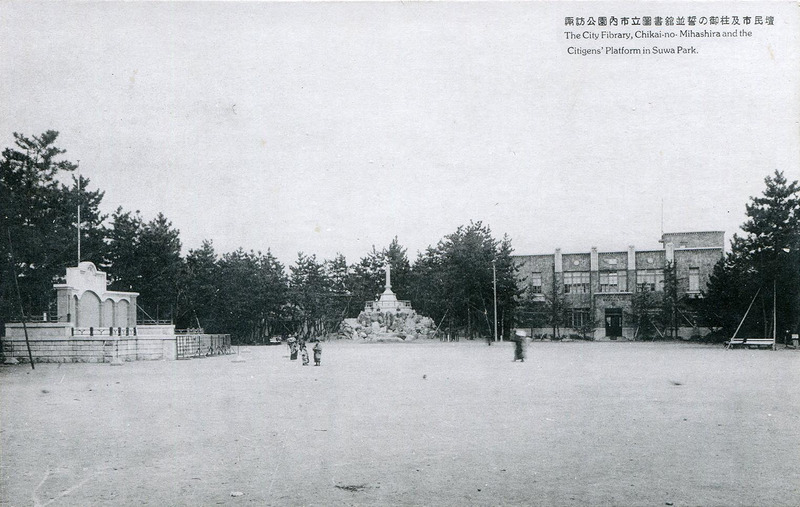
四日市名所絵葉書「諏訪公園内市立図書館並誓の御柱及市民壇」。中央に誓の御柱が見える。旧市立図書館に向かって左。

三重県四日市の誓の御柱は、当初諏訪神社境内の諏訪公園に建てられた。
諏訪公園は、1904年に諏訪神社所有の公園「保光苑」として生まれ、1907年に四日市市へ移管して1916年に「諏訪公園」へ改称しものであり、1934年に地元篤志家が誓の御柱をここに建立した。詳細は不明であるが、村山清八という人物が提唱したと伝わる。村山清八は宇治山田（現伊勢市）出身で、村山石炭株式会社の代表と四日市市議会議員を兼職していた。1934年4月8日、誓の御柱の除幕式が市民壇の竣工式とともに盛大に挙行された。
現在は諏訪公園内で元の建立地とは別の場所に移設されており、諏訪神社境内社の政成稲荷神社の近くに聳え立つ。
御柱の下には「誓之御柱」と刻まれた石が置かれている。